# Howard Pyle

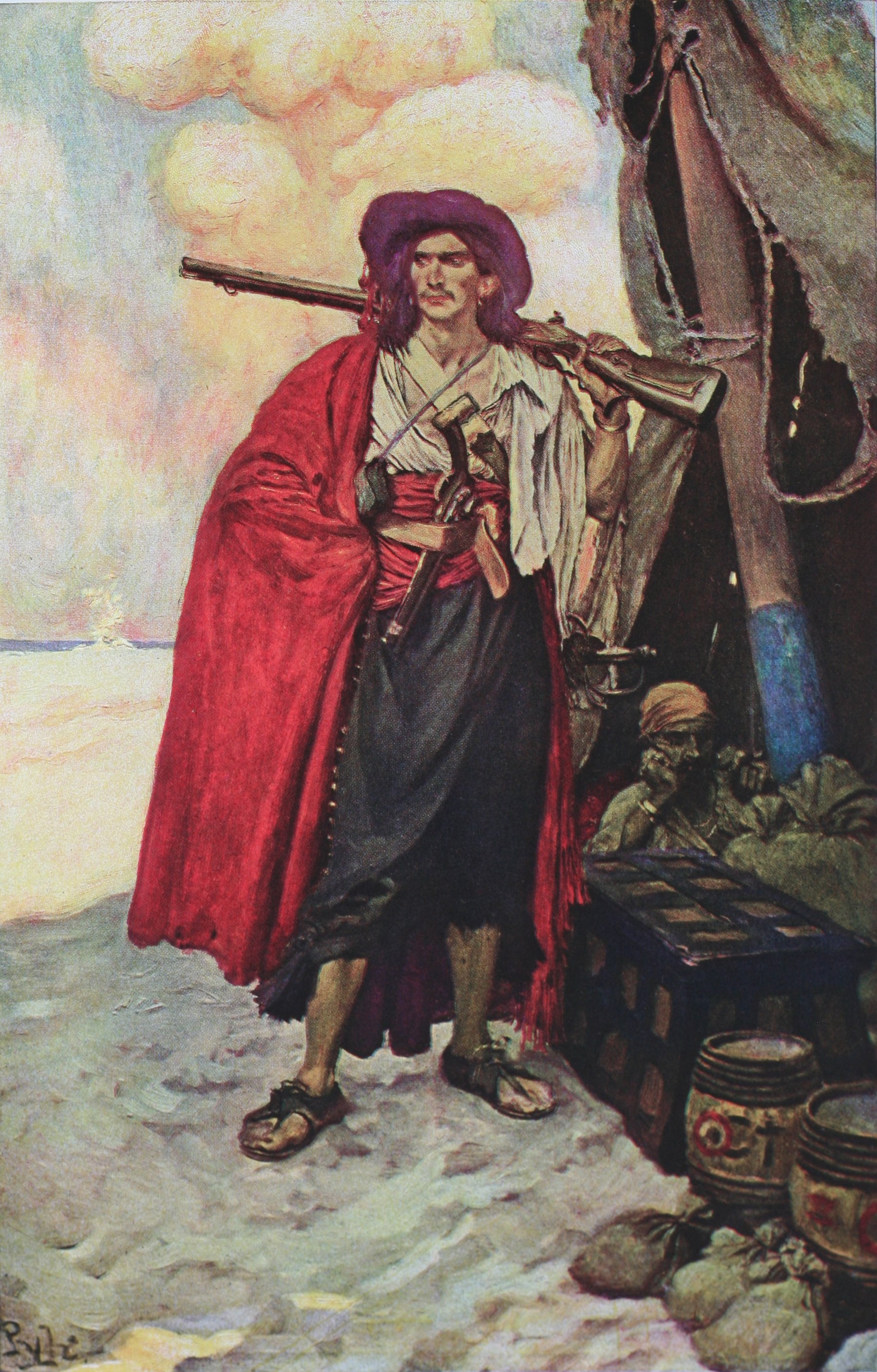
Ilustración de un pirata realizada por Howard Pyle.

Howard Pyle (Wilmington, 5 de marzo de 1853 - Florencia, 9 de noviembre de 1911) fue un ilustrador y escritor estadounidense, gran conocedor de las leyendas medievales. Se inspiró en canciones populares inglesas y escocesas para escribir Las alegres aventuras de Robin Hood o Historia de Lancelot y la tabla redonda. Además revolucionó la ilustración, empleando, por primera vez, el fotograbado y la impresión en color, técnicas que enseñaba en su propia escuela. 
Sus libros ilustrados más importantes fueron Las aventuras de Robin Hood (1883), Un moderno Aladino, El rey Arturo y sus caballeros (Story of King Arthur and his Knights), Historia de Lancelot y la Tabla Redonda y Libro de piratas.

## Biografía
Fue escritor, artista y profesor. Sus padres, William Pyle y Margaret Churchman, descendían de cuáqueros, entre los primeros colonos de Pensilvania. Los dos, como la mayoría de miembros de esta hermandad, se interesaban especialmente por la cultura.
Pero fue de su madre de quien Howard heredó sus ambiciones artísticas y literarias. Margaret le contagió su entusiasmo por los grandes ilustradores ingleses: Leech, Jhon Tenniel... Como la cultura de aquellos cuáqueros provenía de las doctrinas místicas escandinavas, la educación de Pyle -recibida más en el ámbito familiar que en las escuelas- tuvo un marchamo decididamente europeo e idealista. Su afición a la pintura, seguramente la más destacada de sus vocaciones, pudo cultivarse en el estudio de Van der Weilen, en Filadelfia. Aunque estudiaría más tarde en Nueva York, la educación muy personalizada que recibiera en este estudio fue decisiva para sus gustos y su estilo pictórico.
Howard Pyle trabajó con su padre en un negocio de cueros. Ésta habría sido quizá su única dedicación si no hubiera escrito un artículo, ilustrado por él mismo, sobre gentes y costumbres de Chincoteague, en Virginia. Dicho trabajo le abrió las puertas del periodismo ilustrado en Nueva York. Allí viajó en 1876, decidido a triunfar, aunque las cosas no se mostraran tan fáciles. En esa época, las revistas americanas destacaban por su tratamiento gráfico, y aunque ofrecían variadas oportunidades a los artistas, la competencia era dura. Tras dos años de intentar publicar sus trabajos, tuvo la suerte de ver aceptado uno de ellos, con notable éxito en el Harper's Weekly. Su avance fue rápido desde entonces, y en 1880 volvió a Wilmington con cierto renombre en su profesión de escritor ilustrador.
En el año 1881 se casó con Anne Poole, y desde entonces dedicó su vida al trabajo, sin excesos bohemios ni extravagancias. Pyle era un artista casero, con enorme capacidad laboral, pero con un rigor burgués exento de riesgos y aventuras. Quizá por eso el relato de las aventuras ideales, con las que llenó tantas de sus páginas, tienen una pátina placentera y ordenada, muy lejana del tratamiento vibrante y en ocasiones violento de algunos de sus colegas, seguramente más personales.
Desde 1883 Pyle, que ya colaboraba desde su ciudad natal con las publicaciones más importantes, escribió cerca de veinte libros, ilustrados por él mismo.
Su obra pictórica más importante fue La Batalla de Nashville, realizada en 1906, a la que siguieron una serie de cuadros, casi todos con temas históricos. Aumentada la categoría de los encargos, que empezaban a ir más allá de las meras ilustraciones, Pyle comprendió, ya a una edad madura, que sus conocimientos técnicos necesitaban ampliarse.
En 1910 viajó con su familia a Italia, con la intención de mejorar sus técnicas pictóricas y estudiar profundamente la Historia del Arte universal, dado que hasta la fecha Pyle había sido prácticamente un artista autodidacta. Tenía 58 años para entonces. No duró más de uno en Italia. Una fuerte depresión y un cólico renal acabaron con su vida en Florencia. La ciudad legendaria de los artistas no le dio tiempo para aprender su sabiduría ni para descubrir todos sus secretos.

## Obras
Estas son sus obras más destacadas que, aparte de ilustradas, Howard Pyle escribió o refundió él personalmente. Pero su labor como ilustrador de obras ajenas también es muy amplia, y entre los autores célebres de obras ilustradas por él figuran, entre otros, N. Hawthorne (A Wonder Book for Girls and Boys), W. Irving (History of New York), A.Tennyson (La dama de Shalott), Mark Twain (Saint Joan of Arc), etcétera.
1. Las alegres aventuras de Robin Hood (The Merry Adventures of Robin Hood of Great Renown, in Nottinghamshire, 1883)
2. Dentro de los Cabos (Whithin the Capes, 1885)
3. Sal y pimienta (Pepper and Salt, 1886) También conocido como Condimento para jóvenes
4. La rosa del Paraíso (The rose of Paradise, 1888)
5. El reloj Mágico (The Wonder Clock, 1888)
6. Otto, el de la mano de plata (Otto of the Silver Hand, 1888)
7. Hombres de Hierro (Men of Iron, 1892)
8. Un moderno Aladino (A Modern Aladdin, 1892)
9. Tierra Crepuscular (Twilight Land, 1895)
10. El fantasma del capitán Brand (The ghost of Captain Brand, 1896)
11. Historia del Rey Arturo y sus Caballeros (The Story of King Arthur and his Knights, 1903)
12. Historia de los Caballeros de la Tabla Redonda (The Story of the Champions of the Round Table, 1905)
13. El Tesoro Robado (Stolen Treasure, 1907)
14. Historia de Sir Lancelot y sus compañeros (The Story of Sir Launcelot and his Companiors, 1907)
15. El Rubí de Kishmoor (The ruby of Kishmoor, 1908)
16. Historia del Santo Grial y del Tránsito de Arturo (The Story of the Grail and the Passiong of Arthur, 1910)
17. Libro de Piratas (Book of Pirates, 1921)
18. La sirena (The Mermaid)